# サイコー・エブリデイ!
「サイコー・エブリデイ!」は、あきよしふみえ／ヒカリ（豊口めぐみ）のシングル。2010年2月24日にピカチュウレコードから発売された。

## 内容
表題曲「サイコー・エブリデイ!」は、テレビアニメ『ポケットモンスター ダイヤモンド&パール』のオープニングテーマとして使用された。カップリングの「君のそばで 〜ヒカリのテーマ〜」は同アニメの主人公であるヒカリ役の豊口めぐみが歌っている。
初回盤には、主題歌のアニメ映像を収録したDVDが同梱されている。通常盤に収録されている「ポケモンシンフォニックメドレー2」は、初回限定版には収録されていない。
アニメ第183話からは「サイコー・エブリデイ!」のBAND VERSIONが使われている。このバージョンは2010年7月28日に配信が開始され、同年8月4日に発売された『劇場版ポケットモンスター ダイヤモンド&パール 幻影の覇者 ゾロアーク ミュージックコレクション』に収録された。

## 収録曲

### 通常盤
1. サイコー・エブリデイ! [3:55]
歌：あきよしふみえ
作詞：あきよしふみえ・GJ、作曲・編曲：三留一純
テレビアニメ『ポケットモンスター ダイヤモンド&パール』オープニングテーマ
2. 君のそばで 〜ヒカリのテーマ〜 New Arrange Ver. [3:57]
歌：ヒカリ（豊口めぐみ）
作詞：HIKARI・Project、作曲・編曲：依田和夫
3. ポケモンシンフォニックメドレー2 [3:37]
4. サイコー・エブリデイ!（オリジナル・カラオケ） [3:55]
5. 君のそばで 〜ヒカリのテーマ〜（オリジナル・カラオケ） [3:54]

### 初回限定盤

#### CD
1. サイコー・エブリデイ! [3:55]
歌：あきよしふみえ
作詞：あきよしふみえ・GJ、作曲・編曲：三留一純
2. 君のそばで 〜ヒカリのテーマ〜 New Arrange Ver. [3:56]
歌：ヒカリ（豊口めぐみ）
作詞：HIKARI・Project、作曲・編曲：依田和夫
3. サイコー・エブリデイ!（オリジナル・カラオケ） [3:55]
4. 君のそばで 〜ヒカリのテーマ〜（オリジナル・カラオケ） [3:54]

### DVD
| 01 | サイコー・エブリデイ！    |
| 02 | ドッチ〜ニョ?（下）       |
| 03 | ドッチ〜ニョ?（右）       |
| 04 | ドッチ〜ニョ?（左）       |
| 05 | ハイタッチ！              |
| 06 | もえよ ギザみみピチュー！ |
| 07 | あしたはきっと            |